# Dopatrium acutifolium
Dopatrium acutifolium är en grobladsväxtart som beskrevs av Bonati. Dopatrium acutifolium ingår i släktet Dopatrium och familjen grobladsväxter. Inga underarter finns listade i Catalogue of Life.